# Isabel Piralkova Coello
Isabel Piralkova Coello   (Arenys de Mar, 23 de juny de 2005) és una jugadora de waterpolo catalana.

## Trajectòria
El seu pare és l'ex jugador de waterpolo i medallista Svilen Piralkov, que el 2024 era assistent del seleccionador espanyol masculí. Ella va conèixer l'esport veient jugar al seu pare a Terrassa, Sabadell i Mataró, mentre es formava en aquest esport a Terrassa primer i al CN Mataró després, fins al segon any de juvenils. El 2022 va passar a l'Atlètic-Barceloneta i el 2023 al Terrassa.
El 2023 va ser subcampiona del món sub-20 amb la selecció espanyola, que va perdre a la final davant Hongria a Coimbra. El febrer del 2024 va ser medalla de plata al campionat del món de Doha. Isabel Piraklova va formar part de l'equip espanyol que va guanyar la medalla d'or als Jocs Olímpics d'estiu de París 2024.